# The Best of - The Rest of
The Best of - The Rest of è una raccolta del gruppo musicale ska core italiano Shandon, pubblicata nel febbraio 2012 dall'etichetta discografica Valery Records.
È un doppio album contenente da una parte i successi della band e dall'altra i brani più rari, oltre a due tracce inedite: la versione italiana di Ash e Move Your Body.

## Tracce
CD1
1. Like I Want - 2:27
2. Viola - 3:04
3. Time - 2:40
4. Deep - 2:42
5. Washing Machine - 2:27
6. Legacy - 2:37
7. My Friends - 2:17
8. Noir - 3:08
9. Janet - 2:18
10. Egostasi - 3:11
11. Oceans - 3:31
12. P.N.X - 3:40
13. Vampire Girl - 2:12
14. Diamanda - 1:57
15. Lamar y Lavonia - 2:57
16. Tears for You - 2:18
17. Taxi Driver - 2:00
18. Questosichiamaska - 1:40
19. My Sun - 2:31
20. Shandon - 2:33

CD2
1. November - 3:43
2. The Scene - 2:50
3. A cure - 3:12 (Versione italiana di Viola)
4. Revenge (Piano Version) - 4:12
5. Heaven In Hell (Acoustic Version) - 4:00
6. Revenge (Split Version) - 3:07
7. Krw (Split Version) - 2:50
8. The Mild Bunch (Split Version) - 2:53
9. Grow Up (Split Version) - 2:08
10. Seven (Split Version) - 2:44
11. La Lunga Strada - 3:57
12. Inner Sail - 2:49
13. The One Who Went Away - 2:16
14. Joke - 3:24
15. A Knightly Forest (Live) - 2:14
16. Blu(Live) - 2:03
17. Diamanda (Live) - 1:50
18. Ash (Italian Version) - 2:43
19. Move Your Body - 3:12
20. Sei In Banana Dura - 2:49
21. Ruvida (Acoustic Version) - 2:09